# پنج روز
پنج روز (به ایتالیایی: Le cinque giornate) همچنین معروف به پنج روز میلان یک فیلم کمدی-درام ایتالیایی محصول سال ۱۹۷۳ به کارگردانی داریو آرجنتو که در ۲۰ دسامبر ۱۹۷۳ در ایتالیا اکران شد.
داستان فیلم در میلان و در جریان شورش ضد اتریش در سال ۱۸۴۸ می‌گذرد. یک جنایتکار خرده‌پا، کایناتزو (آدریانو چلنتانو) و یک نانوا، رومولوس (انتسو چروزیکو)، که به‌طور غیرارادی درگیر حرکات آن دوره می‌شوند.